# Reinhold Finkbeiner
Reinhold Finkbeiner (* 6. August 1929 in Stuttgart; † 20. Januar 2010 in Alsfeld) war ein deutscher Komponist und Organist.

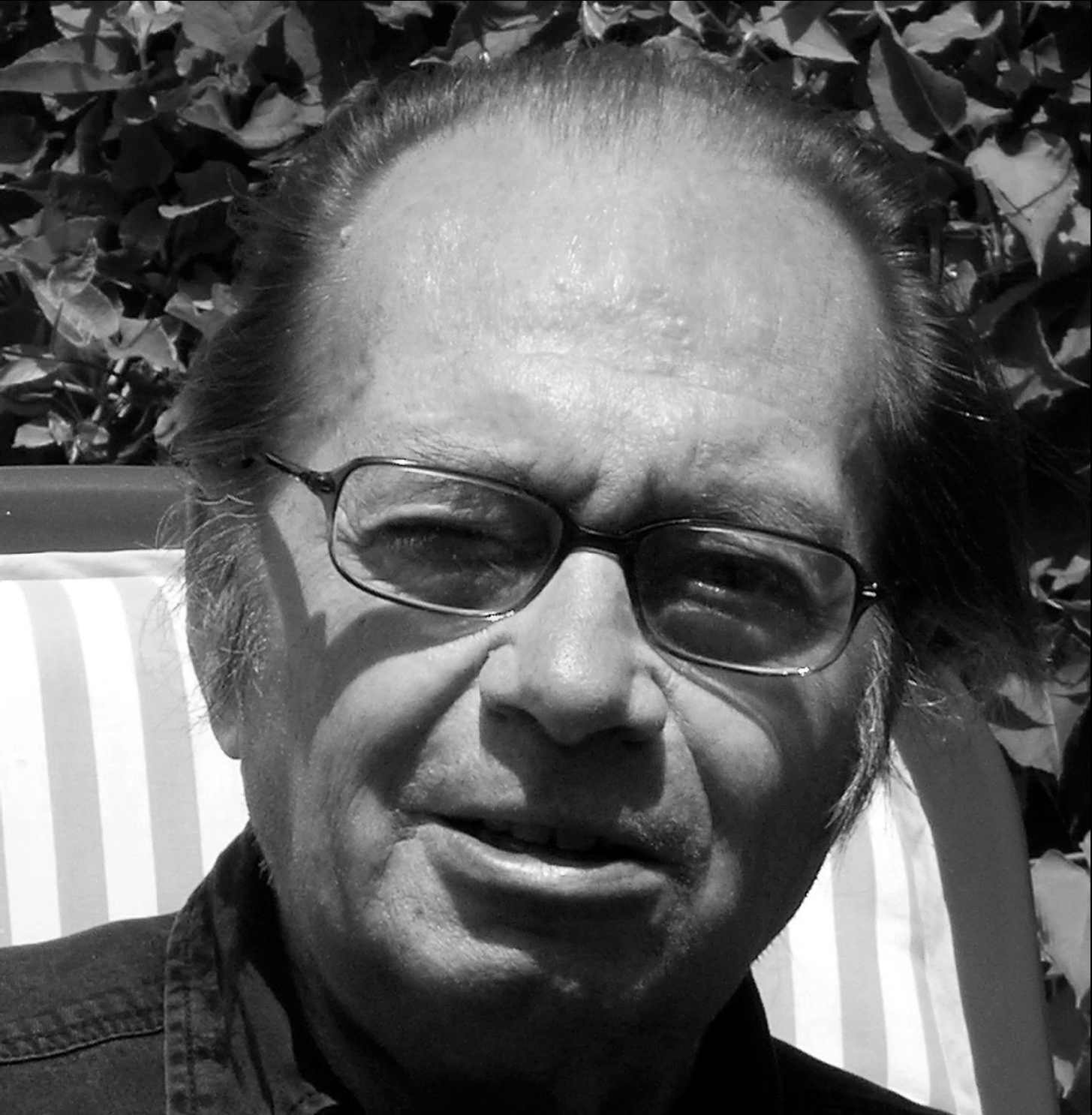
Reinhold Finkbeiner (2004)

## Leben
Sein Großvater und Vater waren Architekten. Bereits vor der Übersiedlung der Familie nach Berlin im Jahr 1939 erlebte Finkbeiner die Demütigungen seiner jüdischen Mitbürger durch die nationalsozialistische Diktatur – eine Lebenserfahrung, die schon bald zu einem distanzierten Verhältnis zu Instanzen der Macht führte, vor allem aber sein Spätwerk entscheidend prägen sollte (Gewalt, Gewalt; Birkenau).
Nach überstandenen Kriegswirren absolvierte er die Aufnahmeprüfung an der Berliner Musikhochschule erfolgreich. Ein weiterer Umzug der Familie nach Fulda vereitelte jedoch den Studienbeginn, und Reinhold Finkbeiner begann schließlich 1949 sein Kirchenmusik- und Kompositionsstudium an der Frankfurter Musikhochschule. Seine Lehrer waren unter anderem Helmut Walcha (Orgel) und Kurt Hessenberg (Komposition).
In dieser Zeit entstand die Sonate für Flöte und Klavier (2006 erstmals veröffentlicht). Seine Ausbildung ergänzte Finkbeiner bei dem in Darmstadt lehrenden Komponisten Hermann Heiß – nach dem Krieg einer der wichtigsten Pioniere im Bereich der elektronischen Musik. Wichtige Impulse erhielt Finkbeiner als Teilnehmer der Darmstädter Ferienkurse von 1953 bis 1960 von René Leibowitz und Ernst Křenek. Viele seiner Werke wurden dort in dieser Zeit uraufgeführt, so zum Beispiel das Konzert für Kammerorchester unter der Leitung von  Hermann Scherchen, das 2. Streichquartett durch das Parrenin-Quartett, die Ciacona für Klavier (Else Stock-Hug) und die Komposition in 5 Teilen (Werner Hoppstock) im Rahmen der „Tage für neue Musik“. Wichtige Interpreten dieser Zeit waren auch Günter Ludwig und der Geiger Alois Kottmann.
1964 erhält Finkbeiner den Kompositionspreis seiner Heimatstadt Stuttgart für das Klavierkonzert sowie den „Prix de Composition Musicale Prince Pierre de Monaco“ für das 2. Streichtrio in der Kategorie Kammermusik.
Als Konzertorganist und Organist der Frankfurter Peterskirche wurde Reinhold Finkbeiner ab 1965 selbst zu einem bedeutenden Interpreten und Veranstalter für neue Musik.

## Werk
Finkbeiners Werkkatalog umfasst etwa siebzig Kompositionen. Die Besetzungen reichen vom Soloinstrument bis zum Sinfonieorchester, darunter Orgelwerke, Werke für Ensemble und Klavierwerke.
Viele seiner Werke sind vom Hessischen Rundfunk in Produktionen und Mitschnitten dokumentiert worden. Dazu gehören auch die Auftragsarbeiten des Hessischen Rundfunks wie Birkenau und Gewalt! Gewalt?. Weitere Aufnahmen entstanden in den Studios des Südwestfunks, des Bayerischen Rundfunks, des Norddeutschen Rundfunks und bei Radio Monte Carlo.

## Diskografie
- Deutsche Musik der Gegenwart, Komposition in 5 Teilen, Werner Hoppstock,Klavier, (LP) Stereo 2 666 538 VDMK/DG
- Taschendiskothek 20. Jahrhundert, Klangflächen, Peter Schumann, Orgel, Wergo wer 330 .
- Musik in Deutschland 1950–2000, Kirchenmusik, Sakraler Raum und Klangliches Experiment, Klangflächen, Peter Schumann, Orgel, RCA 74321 73526 2
- 20th Century Piano, Suite u. a., Ernst Breidenbach, Klavier SIG X99-00/Note1
- Frankfurter Orgelbuch, Drei Stückchen aus „des ungläubigen Organisten Orgelbüchlein“, Martin Lücker, Orgel, CD Meli/Opus 7 114-2
- Alois Kottmann–Porträt, Sonate für Violine solo u. a. Alois Kottmann, Violine, CD Meli/Opus 7 202-2
- Finkbeiner Porträt, 33 Kurzstücke für 3 Klaviere und einen Pianisten, Birkenau, Gewalt!-Gewalt?, Von Anfang an suspekt, verschiedene Interpreten: hr-Sinfonieorchester, Lucas Vis, Frank Ollu, Ernst Breidenbach, Carola Schlüter, Armin Gottstein, Reinhold Finkbeiner, Hans-Peter Schulz, Elke Saller, hr/Cadenza/Bayer records 800 856
- Orgelwerke 1952–1973, Martin Lücker, Peter Schumann, Reinhold Finkbeiner – Orgel, hr/Cadenza/Bayer records 800 857

### Notenausgaben
- Sonate für Flöte und Klavier (oder Hammerklavier), Zimmermann Frankfurt ZM 35330
- Des ungläubigen Organisten Orgelbüchlein, 84 Choralvorspiele, Melibokus-Musikverlag 2006

## Weblink
- Werke von und über Reinhold Finkbeiner im Katalog der Deutschen Nationalbibliothek

| Personendaten    | Personendaten                    |
| ---------------- | -------------------------------- |
| NAME             | Finkbeiner, Reinhold             |
| KURZBESCHREIBUNG | deutscher Komponist und Organist |
| GEBURTSDATUM     | 6. August 1929                   |
| GEBURTSORT       | Stuttgart                        |
| STERBEDATUM      | 20. Januar 2010                  |
| STERBEORT        | Alsfeld                          |